# Grigore Zamfirescu
Grigore Zamfirescu, né en 1896 à Bucarest, en Roumanie, et mort en 1943 à Bucarest-Băneasa, était un ingénieur aéronautique roumain. Il a contribué à la naissance de l'industrie aéronautique en Roumanie, durant l'entre-deux-guerres, en fondant en 1923 la Societatea Pentru Exploatări Tehnice.

## Réalisations
Avions conçus par Grigore Zamfirescu :
- Proto S.E.T. 2 ;
- S.E.T. 3.